# Megadytes obesus
Megadytes obesus är en skalbaggsart som beskrevs av Sharp 1882. Megadytes obesus ingår i släktet Megadytes och familjen dykare. Inga underarter finns listade i Catalogue of Life.